# Talaf
Talaf (tiếng Ả Rập: طلف, đã Latinh hoá: Toulouf) hoặc Tallaf (tiếng tiếng Thổ Nhĩ Kỳ: Tıllıf, tiếng Ả Rập: طلف, đã Latinh hoá: Tullif) là một ngôi làng ở phía tây bắc Syria, một phần hành chính của Tỉnh Hama, nằm ở phía tây nam của Hama. Các địa phương lân cận bao gồm Musa al-Houla ở phía bắc, Hirbnafsah ở phía đông bắc, Kisin ở phía đông, Burj Qa'i ở phía nam, Taldou ở phía tây nam và Kafr Laha và Tell Dahab ở phía tây. Theo Cục Thống kê Trung ương Syria, Talaf có dân số 4.934 trong cuộc điều tra dân số năm 2004. Cư dân của nó chủ yếu là người Hồi giáo dòng Sunni gốc Turkmen.